# Sint-Eucheriuskapel

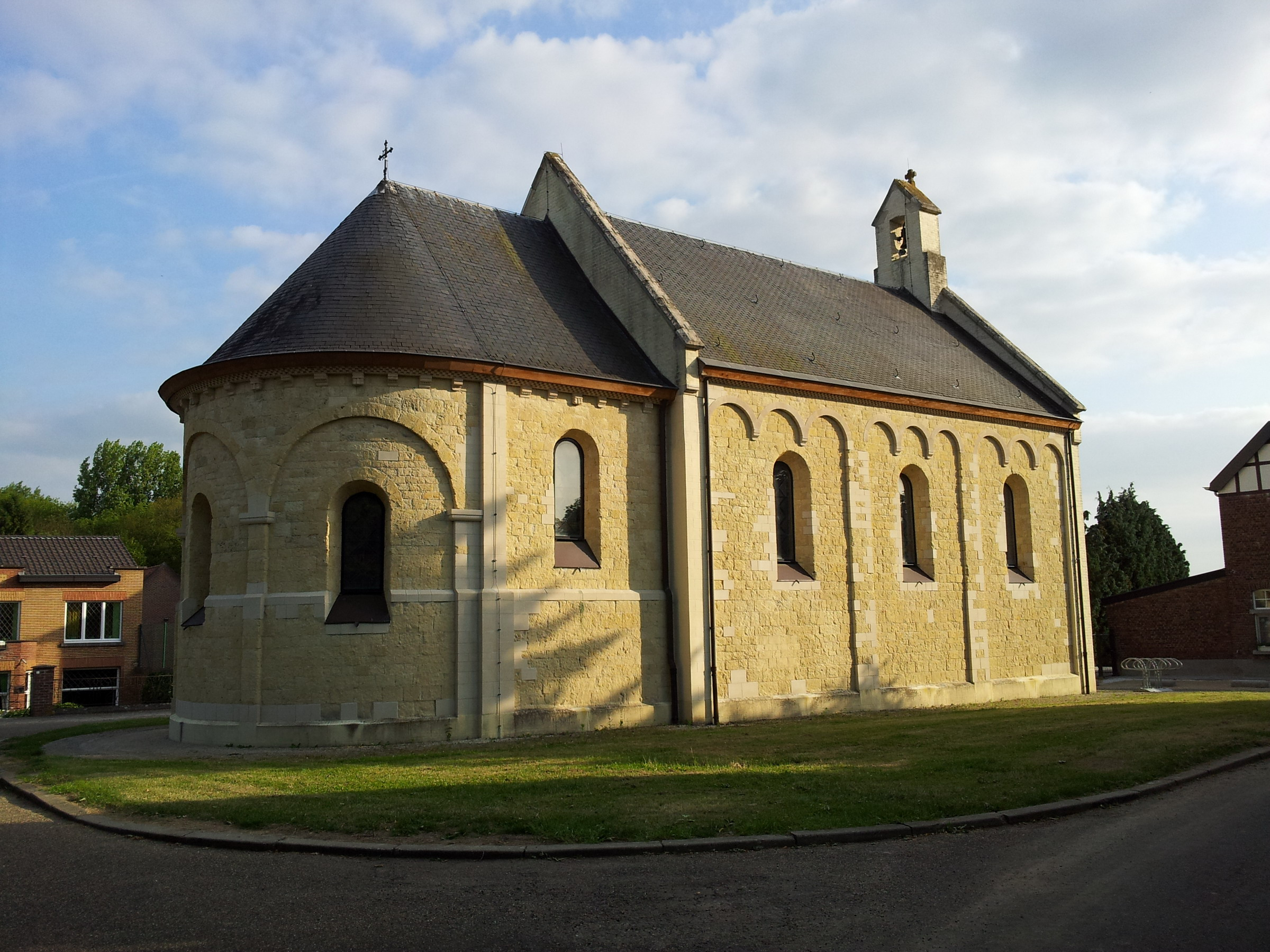
Sint-Eucheriuskapel

De Sint-Eucheriuskapel is een betreedbare kapel aan de Kapelhof te Brustem in de Belgische gemeente Sint-Truiden.

## Geschiedenis
De kapel, toegewijd aan Eucherius van Orléans, werd in de 12e eeuw gebouwd in romaanse stijl. Het gebruikte materiaal was tufsteen.
In 1880 werd een zeer ingrijpende restauratie uitgevoerd door Auguste Van Assche. Hierbij werden delen van het oorspronkelijke gebouw verminkt. Het oorspronkelijk barokke interieur werd aangepast in neoromaanse trant. Ook in 1966 vond een herstel van portaal en voorgevel plaats, waarbij grijze baksteen werd toegepast in plaats van het oorspronkelijke tufsteen.
De kapel is een bedevaartsoord ter ere van de Heilige Bertilia, een van de Heilige Drie Gezusters.

## Gebouw en interieur
Het is een gebouwtje van drie traveeën onder zadeldak, met een dakruiter op de westgevel. De kapel heeft een halfronde koorsluiting.
De kapel bezit een 18e-eeuws schilderij van de Heilige Bertilia. Ook is er een beeld van deze heilige in gepolychromeerd hout (18e eeuw). Uit dezelfde eeuw stammen zes votiefportretten.